# Henfling-Gymnasium Meiningen
Das staatliche Henfling-Gymnasium ist eines von zwei Gymnasien in der südthüringischen Kreisstadt Meiningen. Seit März 2019 ist es Pilotschule des Thüringer Projektes „Schulen in der digitalen Welt“. Das Gymnasium trug bis 1945 den Namen Gymnasium Bernhardinum. Seither ist es nach Johann Ernst Henfling  benannt, der durch eine im Jahr 1720 verfasste testamentarische Verfügung die Erweiterung des Lyzeums illustre durch eine 6. Klasse und eines Internats ermöglichte und somit den Status der Schule mit Direktzugang zur Universität erhöhte. Das Henfling-Gymnasium befindet sich im Stadtteil Jerusalem (Meiningen).

## Geschichte
Das heutige Henfling-Gymnasium wurde 1510 als Lateinschule durch die humanistische Reformierung der städtischen Trivialschule durch Balthasar Regler gegründet und zählt somit zu den ältesten noch existierenden höheren Schulen in Thüringen. Die Aufsicht über den Unterricht führten Theologen durch. Mit Griechisch (1598) und Hebräisch (1632) wurde das Curriculum Altphilologie aufgenommen. Am 4. November 1705 folgte die Erhebung zum Lyzeum illustre. Durch aufgeklärte Bürger um Johann Ernst Henfling erfolgte Mitte des 18. Jahrhunderts eine Erweiterung des Lyzeums illustre mit der Errichtung der Selekta. Seit 1742 wird aus diesem Anlass jährlich der „Henflingtag“ an der Schule gefeiert. 1799 wurden in der Selekta folgende Fächer unterrichtet: Latein (8 Wochenstunden), Griechisch (4), Hebräisch, Deutsch, Geschichte, Mathematik, Physik und Philosophie (je 2).

### Gymnasium Bernhardinum

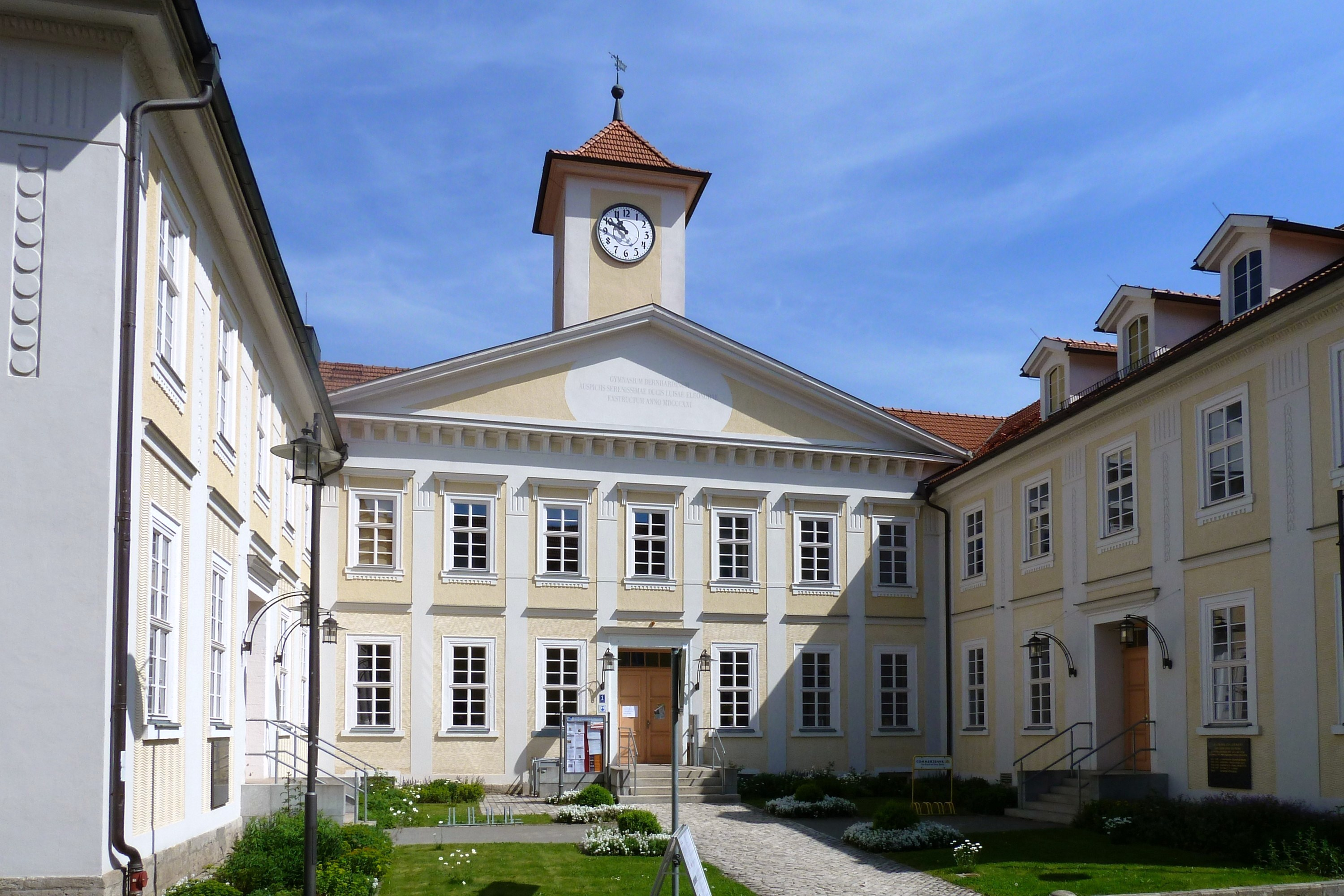
Historisches Gymnasium Bernhardinum, Hauptflügel

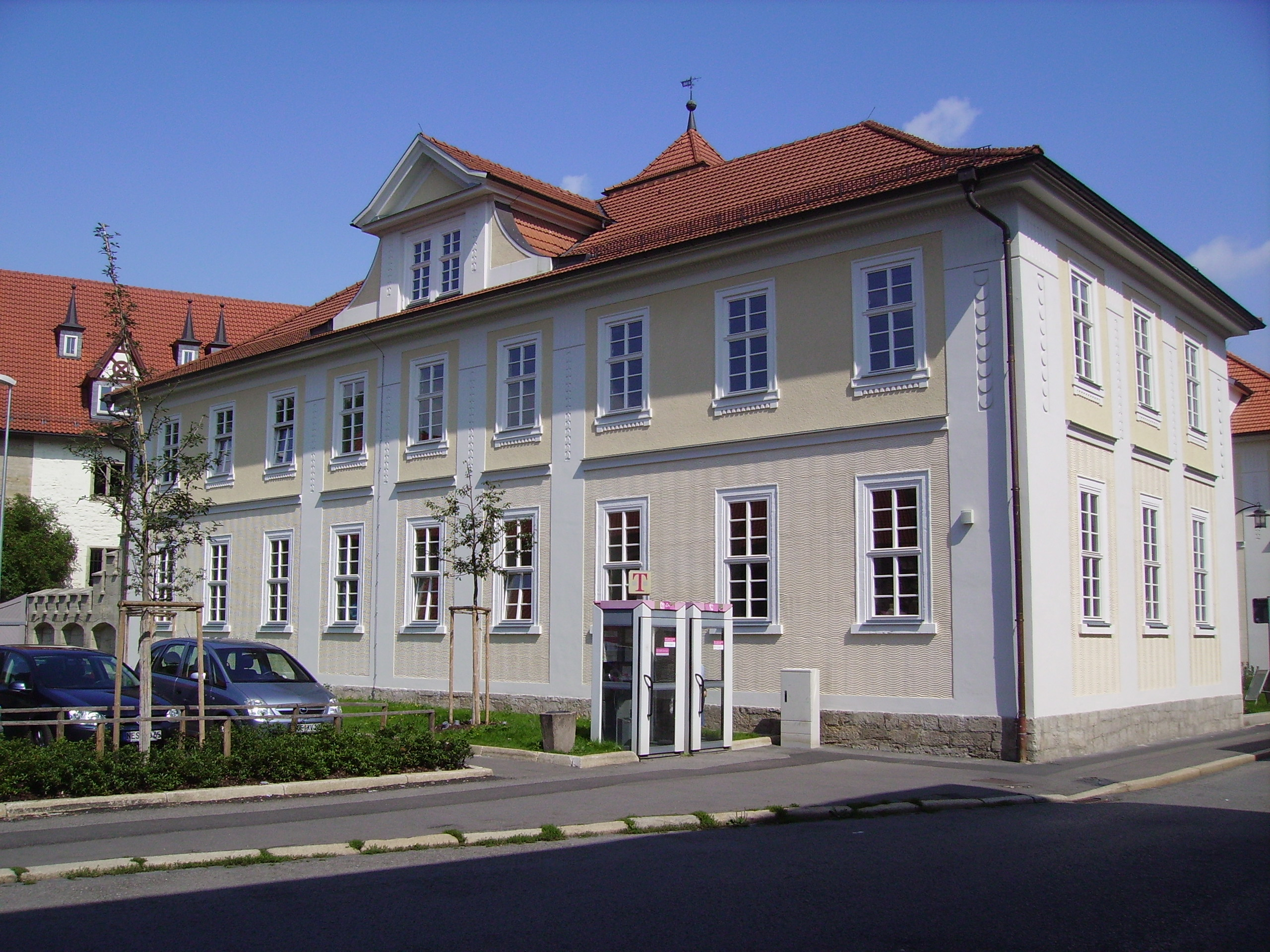
Historisches Gymnasium Bernhardinum, Westflügel

1821 zog das Lyzeum illustre in ein neues Schulgebäude, das an Stelle des 1817 größtenteils abgerissenen Franziskanerklosters Meiningen von der Herzogin Louise Eleonore zu Hohenlohe-Langenburg erbaut worden war. Nach Herzog Bernhard I. von Sachsen-Meiningen hieß es Gymnasium Bernhardinum. Der erste Rektor war der bisherige Ephorus Johann Konrad Schaubach. Unter ihm wurde unter anderem auch eine Schulbibliothek aufgebaut. Bis 1938 gab es keine nennenswerten Änderungen an der Struktur und Lehrform des Gymnasiums.
1838 wurde in Meiningen eine weitere höhere Schule eröffnet, die die Grundlagen für das Studium an Technischen Hochschulen vermittelte und wenig später als Herzogliches Realgymnasium Meiningen bildungspolitisch dem humanistischen Gymnasium Bernhardinum gleichwertig war. Des Weiteren entstanden in Meiningen ab 1809 mit den „Knieselschen Anstalten“ und der „von Westhoven-Schule“ zwei private Höhere Töchterschulen, die 1915 zur Charlottenschule (Lyzeum) zusammengefasst und 1936 als Oberschule Mädchen mit der Aufbauschule und der Oberschule Knaben vereinigt wurden. Der Schulbetrieb am Gymnasium Bernhardinum musste nach dem schweren Luftangriff am 23. Februar 1945 eingestellt werden.

### Henfling-Gymnasium
Auf Anordnung der sowjetischen Besatzungsmacht wurden alle Oberschulen und Gymnasien der Stadt im Gebäude des Gymnasiums Bernhardinum vereinigt und der Schulbetrieb am 8. Oktober 1945 wieder aufgenommen. Der gymnasiale Zweig der Schule erhielt am 19. November 1945 den Namen „Henfling-Gymnasium“, um den alten Namen feudaler Herkunft zu beseitigen. Das „Gesetz zur Demokratisierung der deutschen Schule“ von 1946 führte jetzt die vierjährige Oberschulzeit von der 9. bis zur 12. Klasse ein. In den ersten Nachkriegsjahren wurden die Schüler je nach Schultyp noch getrennt geprüft. Ab 1949 wurde die Schule statt Henfling-Gymnasium nur noch Henfling-Oberschule genannt, ab 1959 hieß sie dann Erweiterte Oberschule „Henfling“ Meiningen (EOS).
1954 wurde ein Internat für auswärtige Schüler eingerichtet. 1963 zog die Erweiterte Oberschule „Henfling“ in das als Georgenkrankenhaus errichtete und später als höhere Mädchenschule genutzte Gebäude in der heutigen Neu-Ulmer-Straße um. Einige Jahre konnten die Schüler neben dem Abitur auch eine Facharbeiterausbildung absolvieren.
Nach der deutschen Einheit wurde die Erweiterte Oberschule wieder in Henfling-Gymnasium umbenannt und führte die Klassen der 5. bis 12. Stufe ein.
1991 gründete sich in Meiningen in der ehemaligen Hans-Beimler-Oberschule in Jerusalem mit dem Moritz-Seebeck-Gymnasium ein zweites Gymnasium. 1997 fusionierten beide Gymnasien zum Henfling-Gymnasium am Standort in Jerusalem, da hier nötige bauliche Erweiterungen besser durchzuführen waren.

## Gebäude

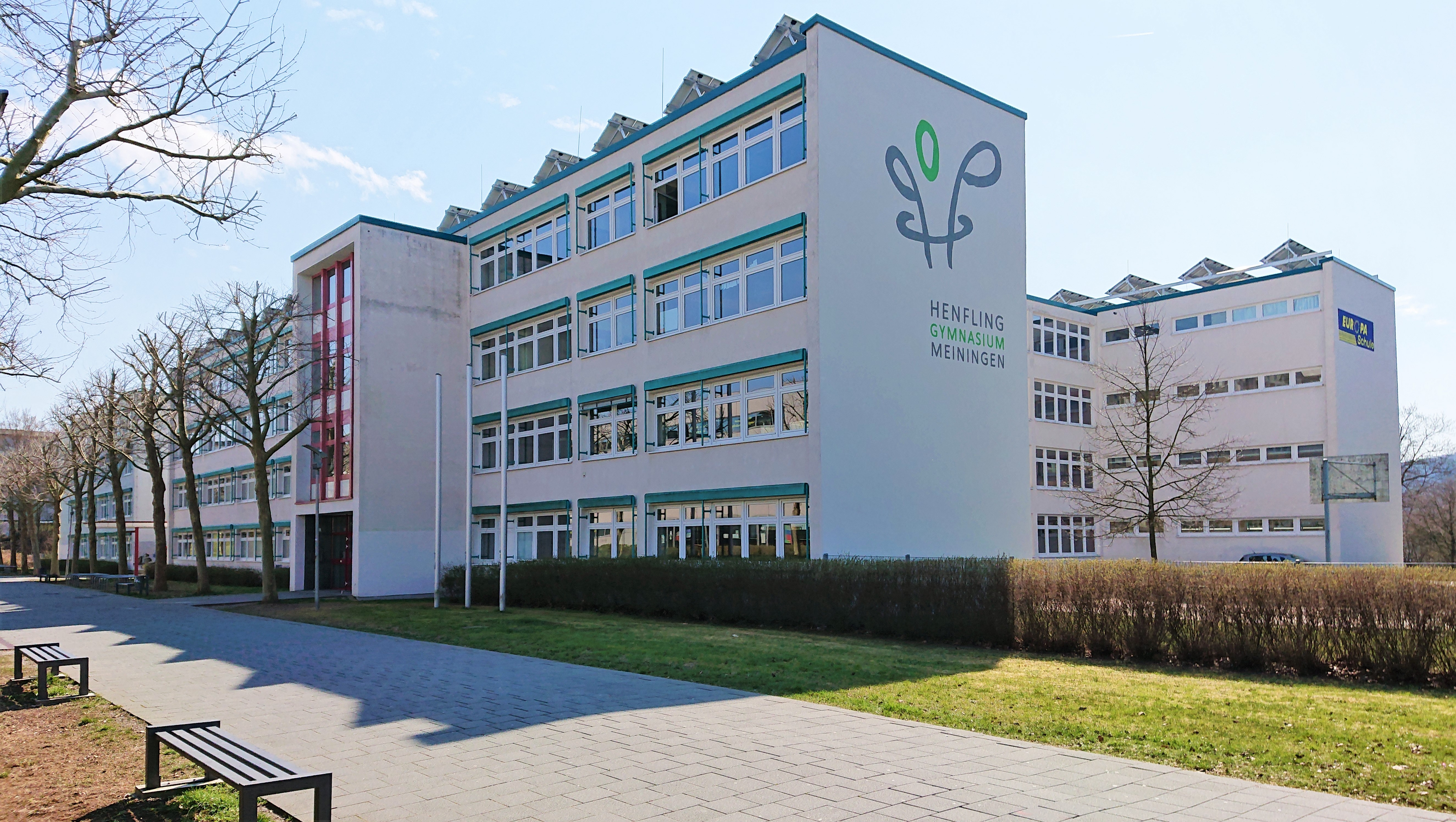
Älterer Nordflügel am neuen Standort im Stadtteil Jerusalem

Das Schulgebäude wurde 1973 als Polytechnische Oberschule (POS) „Hans Beimler“ in Plattenbauweise erbaut und 1997 mit einem Erweiterungsbau beträchtlich vergrößert. Die beiden Baukörper sind mit einem verglasten Atrium verbunden. In dem Gebäudekomplex werden zurzeit 25 Klassen (2022/23) unterrichtet.
Neben den 62 Klassenzimmern besitzt das Gymnasium eine Mensa und eine Sonnenterrasse, eine eigene Bibliothek (Laufzeit: von 1589 bis heute) in verschiedenen Sprachen mit Lesesaal, einen Hörsaal und einen Schulhof. Als Schulsporthalle wird die Dreifelder-Halle der dem Schulgebäude gegenüberliegenden Multihalle genutzt. Neben der Multihalle befindet sich der Schulsportplatz mit einer Tartanbahn und Basketballplatz.
Das Gymnasium verfügt weiter über eine Schulsternwarte, was einen Schwerpunkt auf das Fach Astronomie ermöglicht.

## Medienausstattung
Rechnerausstattung im Schülerbereich: 90 Computer

## Schulleben
- Henfling-Tag, seit 1742 alljährliche Schulfeier im März zu Ehren von Johann Ernst Henfling
- Seebeck-Abend im November mit kulturellen Aufführungen in der Multihalle, gewidmet Moritz Seebeck.
- Deutsch-französischer Tag im Januar
- Pennefasching, alljährlich im Februar
- Sommerfest in der letzten Schulwoche vor den Sommerferien
- Schulsportfest im „Stadion Maßfelder Weg“
- Schulband „Adrenalin“

## Jugend-Unternehmenswerkstatt
Die Industrie- und Handelskammer (IHK) Südthüringen hat mit dem Gymnasium eine Unternehmensgesellschaft Bildungs-Partner-Meiningen gegründet. Geschäftsführer ist der Direktor des Henfling-Gymnasiums Herr Petschauer. Die Gesellschaft betreibt eine Jugend-Unternehmenswerkstatt. In der Werkstatt können Schüler des Gymnasiums und der umliegenden Regelschulen ihr Schulwissen mit praktischen Erfahrungen verbinden.

## Schulpartnerschaften
- Escultor „Juan de Villanueva“ Pola de Siero, Spanien (seit 2010), jährlicher Schüleraustausch im Rahmen von Erasmus+, Förderung Spanischunterricht.
- Horten videregående skole Horten, Norwegen (seit 2017), Schüleraustausch und Zusammenarbeit im Rahmen des eTwinning Programms.
- 2018–2020: Schulpartnerschaften im Rahmen von Erasmus+, gemeinsame Projektarbeiten mit den Partnerschulen aus Polen, Tschechien, Slowakei und Nordmazedonien.

## Persönlichkeiten

### Lehrer
- Johann Christoph Rasche (1733–1805), Theologe, Geistlicher, Numismatiker und Schriftsteller, Rektor der Schule von 1759 bis 1805
- Wilhelm Arthur Passow (1814–1864), 1835 bis 1854 Lehrer und Professor am Gymnasium
- August Henneberger (1821–1866), Literaturhistoriker und Professor am Gymnasium
- Bernhard Giseke (1823–1876), Altphilologe und Gymnasiallehrer, Lehrer von 1851 bis 1856
- Johannes Walch, Superintendent in Schweina und Rektor des Gymnasiums
- Adam Gottlieb Lange, Superintendent in Meiningen und Konrektor des Gymnasiums

### Schüler
- Johann Christoph Rasche (1733–1805), Theologe, Geistlicher, Numismatiker und Schriftsteller (Abschluss 1751)
- Christian Hartmann Samuel von Gatzert, Regierungspräsident in Darmstadt (Abschluss 1756)
- Johann Christian Volkhart, Rektor des Lyzeums (Abschluss 1759)
- Johann Ludwig Heim, Theologe, Mineraloge und Geologe, Wirklicher Geheimer Rat in Meiningen (Abschluss um 1760)
- Johannes Walch, Superintendent in Schweina und Rektor des Gymnasiums (Abschluss 1780; Rektor von 1793 bis 1799)
- Adam Gottlieb Lange, Superintendent in Meiningen und Konrektor des Gymnasiums (Abschluss 1780; Konrektor seit 1794)
- Johann Konrad Schaubach Astronom und Gymnasialrektor (1783)
- Jacob Friedrich Georg Emmrich, Jurist und Rektor der Universität Altdorf (1786)
- Johann Wilhelm Hoßfeld (1768–1837), Forstmathematiker (um 1787)
- Georg Karl Friedrich Emmrich, Oberhofprediger und Historiker in Meiningen (1793)
- Georg Wilhelm Keßler, Wirklicher Geheimer Rat und Schriftsteller (1800)
- Ludwig Bechstein, Schriftsteller und Apotheker (1818)
- Adolf Schaubach, Alpenforscher (1819)
- Paulus Motz, Dichter (um 1835)
- Bernhard Giseke, Altphilologe und Gymnasiallehrer (um 1841)
- Rudolf von Ziller, Staatsminister und Oberbürgermeister (um 1850)
- Wilhelm Kircher, Jurist, Bürgermeister und Mitglied des Deutschen Reichstags (1850)
- Maximilian von Oberländer, Verwaltungs- und Fiskaljurist (1851)
- Emil Lommer, Generalarzt (1854)
- Rudolf Baumbach, Schriftsteller und Heimatdichter (1860)
- Karl Schaller, Staatsminister und Oberbürgermeister (1864)
- Gustav Strupp, Bankier und Kulturmäzen (1868)
- Max von Geldern-Crispendorf (1875), Jurist, Richter und Politiker
- Ludwig von Türcke, Jurist, Staatsminister und Landrat (um 1876)
- Hermann Pusch, Gymnasialprofessor und Heimatforscher (1884)
- Heinrich Beck, deutscher Ingenieur (1892)
- Carl Dietz, Pädagoge und Politiker (1898)
- Hans Woldemar Schack, Botaniker (1899)
- Karl Korsch, Philosoph (1906)
- Charlotte Leubuscher, Sozial- und Wirtschaftswissenschaftlerin
- Wilhelm Engel, Historiker (1923)
- Theodor Oberländer, Politiker, NS-Ostforscher, (1923)
- Ekkehard Schwartz, Forstwissenschaftler (1944, Abbruch durch Einberufung)
- Harald Gerlach, Schriftsteller (1958)
- Klaus-Peter Thiele, Schauspieler (1958)
- Bernd Biedermann, Oberst, Militär-, Marine- und Luftwaffenattache (1960)
- Gerhard Pfaff, Festkörperchemiker (1972)
- Katrin Neumann, Professorin und Fachärztin der Phoniatrie und Pädaudiologie (1980)
- Fabian Giesder (* 1983), Bürgermeister von Meiningen (2002)
- Patrick Beier (* 1993), Thüringer Landtagsabgeordneter (2012)